# Cantonul Vallées de l'Ousse et du Lagoin
Cantonul Vallées de l'Ousse et du Lagoin este un canton francez din departamentul Pyrénées-Atlantiques.

## Istorie
Un nou decupaj teritorial al departamentului Pyrénées-Atlantiques a intrat în vigoare în 2015. Acesta a fost definit prin decretul din 25 februarie 2014, în aplicarea legilor din 17 mai 2013 (legea organică 2013-402 și legea 2013-403).
Cantonul Vallées de l'Ousse et du Lagoin este format din comunele fostelor cantoane Montaner (2 comune), Nay-Est (14 comune), Pontacq (12 comune) și Pau-Est (1 comună). Acesta este situat integral în arondismentul Pau, iar centrul cantonal se află în Pontacq.

## Comune
- Pontacq (reședință)
- Aast
- Angaïs
- Barzun
- Baudreix
- Bénéjacq
- Beuste
- Boeil-Bezing
- Bordères
- Bordes
- Coarraze
- Espoey
- Ger
- Gomer
- Hours
- Igon
- Labatmale
- Lagos
- Lestelle-Bétharram
- Limendous
- Livron
- Lourenties
- Lucgarier
- Mirepeix
- Montaut
- Nousty
- Ponson-Dessus
- Saint-Vincent
- Soumoulou